# Joel Mero
Joel Mero (* 7. Februar 1995 in Lahti) ist ein ehemaliger finnischer Fußballspieler, der 2021 seine Karriere beendete.

## Karriere
Mero spielte in der finnischen Liga beim FC Lahti, als am 22. April 2013 bekannt gegeben wurde, dass der Finne einen Vier-Jahres-Vertrag bei Borussia Mönchengladbach unterschrieben hat. 2015 wurde er für zwei Monate an den finnischen Zweitligisten FC KTP Kotka verliehen. Im Anschluss wechselte er zum SJK Seinäjoki, wo er bis zum 1. Januar 2020 blieb. Nach einem weitern Jahr beim Helsinki IFK beendete er seine Karriere.